# YCgCo-Farbmodell

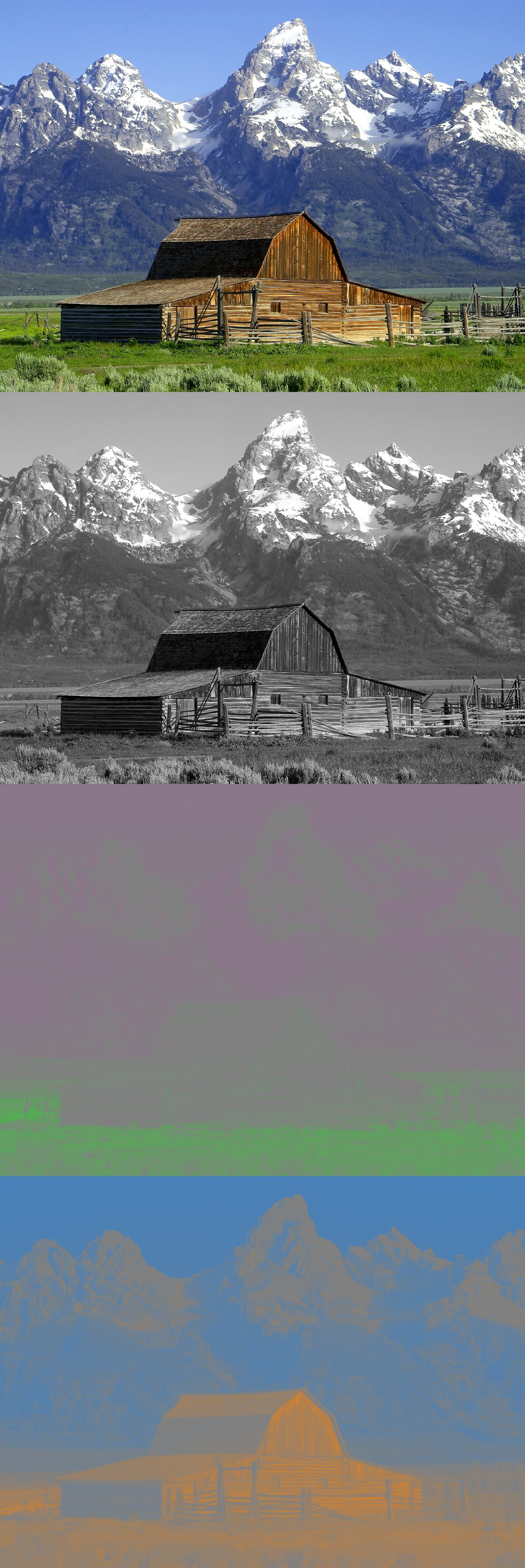
Originalbild oben und Darstellung der einzelnen Komponenten Y, chrominance green Cg und chrominance orange Co.

Das YCgCo-Farbmodell (auch YCoCg) beschreibt den Farbraum, der durch die Luminanz Y, chrominance green Cg und chrominance orange Co gebildet wird. Es wird beispielsweise in den Videokompressionsverfahren H.264/MPEG-4 AVC und Dirac eingesetzt, da es – im Vergleich zu anderen Farbmodellen – zu einer stärkeren Dekorrelation der Farbebenen führt.

## Vergleich mit anderen Farbmodellen

### RGB-Farbmodell
Die drei Werte des YCgCo-Farbmodells lassen sich wie folgt aus den drei Farbwerten des RGB-Farbmodells berechnen:
{\displaystyle {\begin{bmatrix}Y\\Cg\\Co\end{bmatrix}}={\begin{bmatrix}1/4&1/2&1/4\\-1/4&1/2&-1/4\\1/2&0&-1/2\end{bmatrix}}\cdot {\begin{bmatrix}R\\G\\B\end{bmatrix}}}
Die Werte der Luminanz Y bewegen sich im Bereich von 0 bis 1, chrominance green Cg und chrominance orange Co im Bereich von −0,5 bis 0,5. Ein reines Rot entspricht beispielsweise im RGB-System (1,0,0) und im YCgCo-System (1/4,-1/4,1/2).
Die Umrechnung vom YCgCo-Farbmodell ins RGB-Farbmodell ergeben sich aus der invertierten Matrix zu:
{\displaystyle {\begin{bmatrix}R\\G\\B\end{bmatrix}}={\begin{bmatrix}1&-1&1\\1&1&0\\1&-1&-1\end{bmatrix}}\cdot {\begin{bmatrix}Y\\Cg\\Co\end{bmatrix}}}
Um diese Umrechnung zu realisieren, sind daher nur 2 Additionen und 2 Subtraktionen notwendig. Weiterhin sind auch keine reellen Koeffizienten notwendig, wodurch die Transformation effizient als integer-Additionen und -Subtraktionen implementiert werden kann:

```
tmp
 
:=
 
Y
   
−
 
Cg
;

R
   
:=
 
tmp
 
+
 
Co
;

G
   
:=
 
Y
   
+
 
Cg
;

B
   
:=
 
tmp
 
−
 
Co
;

```

### YCbCr-Farbmodell
Das YCgCo-Farbmodell hat gegenüber dem YCbCr-Farbmodell den Vorteil einer einfacheren und schnelleren Berechnung sowie einer stärkeren Dekorrelation der Farbebenen.